# Nettoyeur de registre
Un nettoyeur de Registre (en anglais : Registry cleaner) est une classe de logiciel utilitaire tiers conçu pour le système d'exploitation Microsoft Windows, dont le but est de supprimer des éléments inutiles de la base de Registre Windows.
L'utilisation de nettoyeurs de Registre n'est pas recommandée par Microsoft, mais les fournisseurs de nettoyeurs affirment qu'ils sont utiles pour corriger des erreurs liées au système ou réparer les incohérences découlant des modifications aux applications, en particulier pour les applications utilisant la technologie Component Object Model (COM).
L'efficacité des nettoyeurs de Registre est un sujet controversé et les experts sont en désaccord sur leurs avantages. De plus, l'utilité des nettoyeurs est entachée par le fait que des logiciels malveillants et des scarewares sont souvent associés à des utilitaires de ce type.

## Avantages et inconvénients
En raison de la taille et de la complexité de la base de Registre, le nettoyage manuel des entrées redondantes et invalides est quasi impossible. Conséquemment, les nettoyeurs de Registre qui automatisent la recherche et la correction d'erreurs peuvent être utiles dans certains cas.
Cependant, les gains qui résultent de ces corrections sont bien mineurs et se résument habituellement au gain de quelques octets de mémoire. De ce fait, il ne faut pas s'attendre à ce que ce genre de nettoyage accélère un ordinateur.

## Dommage au Registre
Certains nettoyeurs de Registre ne font aucune distinction quant à la gravité des entrées inutiles dans le Registre, et plusieurs nettoyeurs le font incorrectement en signalant des erreurs qui leur semblent critiques.
Certains nettoyeurs de Registre mal conçus peuvent également supprimer des entrées encore nécessaires au système d'exploitation, entraînant une perte de fonctionnalité et / ou une instabilité du système,,.

## Logiciels malveillants
L'intérêt des internautes pour les nettoyeurs de Registre est utilisé par des pirates informatiques pour installer des logiciels malveillants, généralement au moyen d'attaques d'ingénierie sociale. Ces pirates utilisent des popups ou des programmes gratuits qui signalent faussement des problèmes pouvant être corrigés en achetant ou en téléchargeant un nettoyeur de Registre. Les nettoyeurs vendus ou téléchargés gratuitement contiennent des logiciels malveillants qui infectent les ordinateurs au lieu de les nettoyer. Les nettoyeurs de Registre, comme WinFixer, sont des logiciels malveillants de ce type.

## Techniques de vente
Il y a quelques années, beaucoup de nettoyeurs de Registre étaient commercialisés avec des publicités alarmistes qui affirmaient faussement avoir pré-analysé votre ordinateur, et qui affichaient des avertissements pressants pour corriger des conditions qui semblaient être très dangereuses. Ce genre de logiciels sont appelés des scarewares.
En octobre 2008, Microsoft et le procureur général de l'état de Washington ont intenté un recours contre deux entreprises du Texas, Branch Software et Alpha Red, éditeurs du scareware Registry Cleaner XP. Les plaignants alléguaient que les éditeurs avaient envoyé des messages incessants ressemblant à des avertissements du système aux ordinateurs personnels des internautes, indiquant « MESSAGE D'ERREUR CRITIQUE! - REGISTRE ENDOMMAGÉ ET CORROMPU », avant d'inciter les internautes à visiter un site web pour télécharger et acheter le nettoyeur de Registre Registry Cleaner XP au coût de 39,95 $.

## Mesures de performance
Sur les ordinateurs Windows 9x (c'est-à-dire avant Windows XP), un très grand Registre pouvait ralentir le démarrage de l'ordinateur. De plus, sur les versions de Windows antérieures à Windows Server 2003, le système pouvait ne pas démarrer si le Registre et les fichiers du noyau excédaient 16 Mo de mémoire. À cause de ces contraintes, le nettoyage du Registre pouvait alors être justifié.
Ces problèmes n'existent plus sur les systèmes d'exploitation basés sur Windows NT (incluant Windows XP, Windows Vista, Windows 7, Windows 8 et Windows 10), en raison d'une structure différente du Registre sur le disque dur, d'une gestion améliorée de la mémoire et d'une indexation plus efficace.
Conséquemment, le nettoyage du Registre a peu d'effet et a peu d'utilité sur les systèmes modernes. Considérant les bénéfices négligeables du nettoyage et les conséquences graves qui peuvent résulter d'un nettoyage inadéquat, Microsoft recommande de ne pas tenter de nettoyer le Registre.